# Welle Wahnsinn
Welle Wahnsinn war eine deutsche Comedyserie von und mit Dieter Hallervorden. Sie lief nur kurz 1982 im ZDF und wurde nach zwei Sendungen abgesetzt. Hergestellt wurde sie von der Bertelsmann Fernsehproduktion.

## Handlung
Die Welle Wahnsinn ist ein Radiosender, der sich nur mit wahnsinnigen Liedern und Gags beschäftigt. Radiomoderator ist Don Chaos, der von Dieter Hallervorden gespielt wird. Die Sendung ist wie ein Radioprogramm aufgebaut, in dem die Musikclips mit Gags, Werbung oder Durchsagen gemischt werden. Das Musiccabaret Tante Martha tritt hier u. a. als Hintergrundband Spülkasten oder Tante-Martha-Band auf. Als Abschluss wird jeweils von einem Wahnsinnigen der Woche berichtet.

## Ausstrahlung
Die Sendung wurde 1982 ausgestrahlt und nach nur zwei Folgen abgesetzt.

## Musik
Sämtliche Lieder wurden von Dieter Hallervorden gesungen. Die Lieder orientierten sich am Musikgeschmack der Zeit (u. a. NDW) oder hatten einen gesellschaftskritischen Hintergrund. Andere Songs waren Hommagen an Filme anderer Epochen (Lady Applebee, El Pumado).

## Trivia
- Im Video Didi, leg den Tango auf! spielt die Handlung in der gleichen Villa des späteren Didi Films Didi und die Rache der Enterbten
- In beiden Folgen jeweils taucht Hallervorden als Gorilla auf. In der ersten an der Bar und in der zweiten wird El Pumado von einem Männlein in genau diesen Gorilla verwandelt.

## Veröffentlichungen
Einige Lieder der LP wurden (wie der Würger vom Finanzamt) auch als Single veröffentlicht.

### LP
| Originalauflage 1. Welle Wahnsinn 2. WW-Nachrichten 1 3. Geisterfahrer 4. Windel Werbung 5. Der riesengroße Anschiß 6. Rent A Dent 7. Der Melker mit den kalten Fingern 8. Knuts Crash Autotest 9. Der Würger vom Finanzamt 10. Welle Wahnsinn 11. WW-Nachrichten 2 12. Nonsens-Braut 13. Jakotz – Die Dröhnung 14. Die schrecklichen Sechs 15. Das neue Perversil 16. Ich bin so scharf auf Daisy Duck 17. WW-Klatsch 18. Rita Opernstar 19. Die Geschichte der Woche 20. Bauernball im Hühnerstall |

### DVD & Blu-ray
Seit 2009 ist die Sendung auch auf DVD bei Turbine Medien erhältlich. Beide Folgen sind jeweils auf der DVD Alles im Eimer und Der Schnüffler als Bonus (nur Special Edition) enthalten, sowohl auch im gleichen Jahr vom selben Herausgeber als Einzelveröffentlichung erschienen.
Turbine Medien veröffentlichte im Oktober 2022 "Die große Didi-Serien-Collection", auf der sich auch beide Folgen auf einer Disc mit "Zellerie und Gitterspeise" und "Meisterdetektiv Willi Wusel" befinden.

## Kritik
Laut dem Fernsehlexikon von Michael Reufsteck und Stefan Niggemeier wurde von der Bild-Zeitung damals hinterfragt, wie man eine Geisteskrankheit zum Titel einer Sendung machen könne. Danach wurde die Sendung abgesetzt.